# Popolari per l'Italia
Popolari per l'Italia (PpI) is een kleine christendemocratische politieke partij in Italië. De partij wordt geleid door Mario Mauro, oud-minister van Defensie in het kabinet-Letta.
De partij ontstond in november 2013 als afsplitsing van de partij Keuze van de Burger (Scelta Civica) uit onvrede over de vermeende liberale koers die de partij zou hebben ingezet. Mauro, tot dan toe minister van Defensie namens de SC, en een van de ontevreden leden binnen die partij, was medeoprichter van PpI, maar wilde zijn ministerspost behouden, hetgeen ook geschiedde. In februari 2014 verloor hij na de vorming van het kabinet-Renzi alsnog zijn ministerspost. De PpI trad evenwel toe tot het kabinet-Renzi met één onderminister van Landbouw (Andrea Olivero) en drie staatssecretarissen. Mauro werd later senator voor de Popolari.
Bij de Europese parlementsverkiezingen van 2014 maakte de PpI deel uit van een lijstverbinding met Nieuw Centrumrechts (NCD) en de Unie van het Centrum (UdC).
In juli 2014 scheidde de linkervleugel van de partij zich af en nam de naam Solidaire Democratie (Democrazia Solidale) aan. Na het slechte resultaat bij de regionale verkiezingen in mei 2015 trok de PpI zich uit het kabinet terug. Als gevolg hiervan zegden vier van de zes parlementsleden van PpI hun lidmaatschap van de partij op en sloten zich aan bij andere partijen van het politieke midden. Van de twee overgebleven parlementsleden, Mario Caruso en partijleider Mauro, verliet de eerste begin 2016 de partij en richtte een nieuwe politieke beweging, waarop Mauro als enige parlementariër namens de PpI overbleef. Sindsdien zet Mauro zich in voor samenwerking met centrumrechtse partijen en heeft hij zich aangesloten bij een parlementaire groep bestaande uit senatoren van Forza Italia en Lega Nord.